# سيريل سفوبودا
سيريل سفوبودا (بالتشيكية: Cyril Svoboda)‏ هو تربوي وسياسي تشيكي، ولد في 24 نوفمبر 1956 في براغ في التشيك. حزبياً، نشط في KDU-ČSL ‏ (1995 – ).

## مناصب
- انتخب Minister for Regional Development ‏ (23 يناير 2009 – 8 مايو 2009).
- انتخب رئيس المجلس التشريعي لحكومة جمهورية التشيك ‏ (10 يناير 2007 – 26 يناير 2009).
- انتخب Minister of the Czech Republic without portfolio ‏ (9 يناير 2007 – 23 يناير 2009).
- انتخب Minister of the Interior of the Czech Republic ‏ (2 يناير 1998 – 22 يوليو 1998).
- انتخب وزير الخارجية [الإنجليزية]‏ (15 يوليو 2002 – 4 سبتمبر 2006).
- انتخب عضو مجلس النواب جمهورية التشيك (20 يونيو 1998 – 3 يونيو 2010).

## روابط خارجية
- سيريل سفوبودا على موقع مونزينجر (الألمانية)